# Guilleminea
Guilleminea es un género de plantas fanerógamas  pertenecientes a la familia Amaranthaceae. Comprende 14 especies descritas y de estas, solo 8 aceptadas.

## Descripción
Son  hierbas perennes postradas, que forman esteras que crecen de raíces primarias. La especie más conocida es quizás Guilleminea densa ,  que está presente en casi todos los continentes y es, a menudo, una mala hierba. Las otras especies son nativas de las Américas. 

## Taxonomía
El género fue descrito por Alexander von Bunge y publicado en Nova Genera et Species Plantarum (quarto ed.) 6: 40, pl. 518. 1823. La especie tipo es: Guilleminea illecebroides Kunth. 
Etimología
Guilleminea: nombre genérico que fue nombrado en honor del botánico francés Jean Baptiste Antoine Guillemin.

## Especies aceptadas
A continuación se brinda un listado de las especies del género Guilleminea aceptadas hasta octubre de 2012, ordenadas alfabéticamente. Para cada una se indica el nombre binomial seguido del autor, abreviado según las convenciones y usos.
- Guilleminea brittonii (Standl.) Mears
- Guilleminea chacoensis Pedersen
- Guilleminea densa (Willd. ex Schult.) Moq.
- Guilleminea elongata Mears
- Guilleminea fragilis Pedersen
- Guilleminea gracilis R.E.Fr.
- Guilleminea hirsuta Pedersen
- Guilleminea lanuginosa (Poir.) Hook.f.